# Archiacasta membranacea
Archiacasta membranacea is een zeepokkensoort uit de familie van de Balanidae.